# Parque natural de Tamadaba
El parque natural de Tamadaba o pinar de Tamadaba es un espacio natural protegido situado entre los municipios de Artenara, Agaete y La Aldea de San Nicolás, en el noroeste de la isla de Gran Canaria (Canarias, España). Fue declarado parque natural por la Ley de Declaración de Espacios Naturales de Canarias el 19 de junio, de 1987.
Además, desde el 7 de julio de 2019, acoge la mayor parte del paisaje cultural del Risco Caído y montañas sagradas de Gran Canaria, nombrado Patrimonio Mundial de la UNESCO, incluyéndose en este espacio protegido.

## Geografía

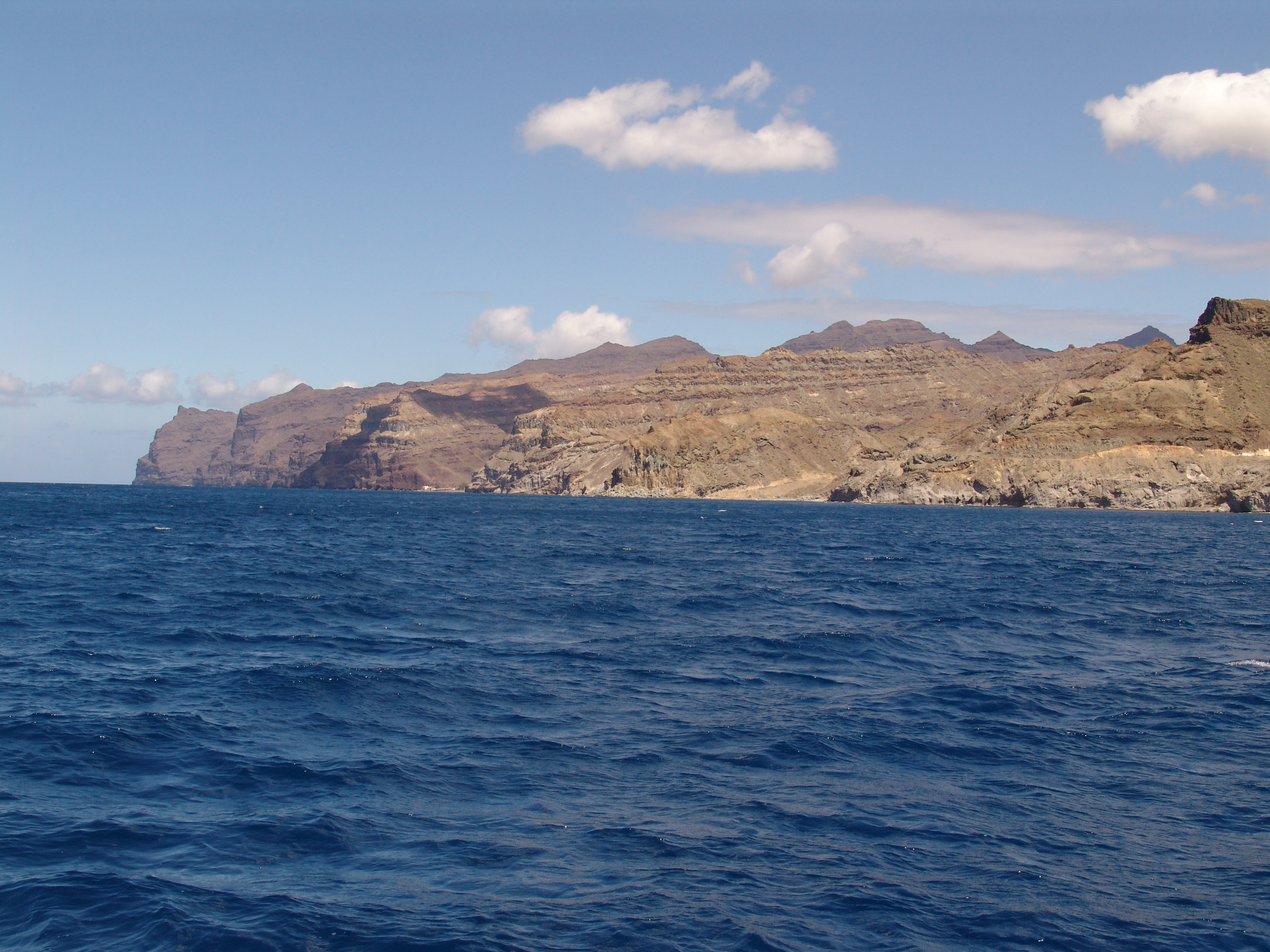
Costa oeste de Gran Canaria. Los acantilados pertenecen al parque.

El terreno destaca por una singular red de barrancos, escarpes y macizos, divididos por interfluvios y valles. La erosión, por tanto, ha sido el rasgo dominante que ha configurado el paisaje hecho que ha dado lugar a que la primitiva meseta central haya quedado reducida en varios sectores a estrechas divisorias entre los barrancos.
En Tamadaba se encuentra uno de los pinares naturales mejor conservados de la isla, de notable eficacia en la captación hidrológica, como atestigua la presencia de varias presas artificiales en su entorno. Otros biosistemas bien conservados son los de barrancos y los cardonales y tabaibales de zonas bajas, además de los hábitats de escarpes.
En los riscos de Guayedra se encuentran varias especies amenazadas, algunas de las cuales son exclusivas de este lugar. Además, determinadas especies de aves endémicas y amenazadas encuentran en los pinares áreas idóneas de nidificación. Desde un punto de vista cultural, también destacan algunos caseríos aislados, y la importancia arqueológica de zonas como El Risco y el valle de Guayedra.

## Flora

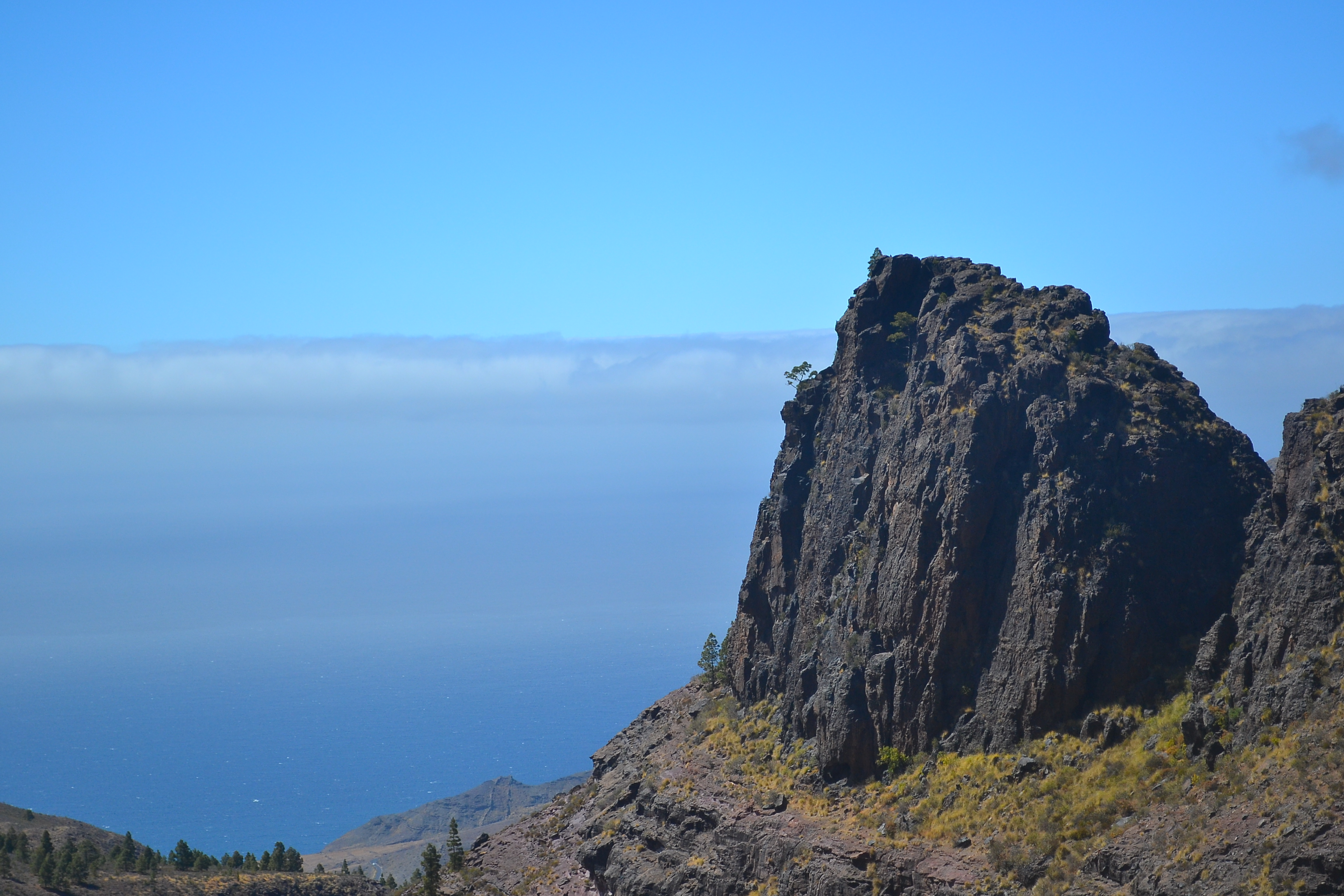
Cumbres del macizo con manchas dispersas de pino canario.

Dentro del ámbito territorial del parque natural existe una gran variedad de hábitats en los que se desarrollan comunidades vegetales de notable valor ecológico y más de 200 especies vegetales. Hasta 16 de estos hábitats son considerados prioritarios por la Directiva Hábitats y en ellos destaca el fuerte componente endémico y la presencia de especies en peligro de conservación. 
Dentro de los endemismos existen 6 especies que son exclusivas del parque, la mayor parte de ellas especies rupícolas, 33 endemismos de Gran Canaria donde destaca la magarza de Lid (Argyranthemum lidii), la mosquera de Tamadaba (Globularia ascanii), el tomillón de Tamadaba (Micromeria pineolens), el crestagallo del pinar (Isoplexis isabelliana), la fistulera de Gran Canaria (Scrophularia calliantha) o el lechugón de Sventenius (Sventenia bupleuroides) y 64 endemismos del archipiélago canario. Más de 50 taxones se encuentran amenazados por degradación del medio natural. De ellos 17 están catalogados como vulnerables y 9 en peligro de extinción.
Las zonas bajas y secas del macizo de Tamadaba están por lo general ocupadas por comunidades de Phoenix canariensis mientras que las zonas más húmedas, laderas orientadas al norte con influencia de los vientos alisios, aparecen los pinares húmedos de Pinus canariensis. Los palmerales de mayor valor ecológico del parque son de origen natural o seminatural resultado del aprovechamiento agrícola de palmerales locales. Aparecen asociados con el cornical (Periploca laevigata), el tasaigo (Rubia fruticosa), el balo (Plocama pendula) y el drago (Dracaena draco). Esta comunidad aparece en el barranco de las casas del Furel, cerca del barranco de Tifaracas, en El Risco y en Guayedra.

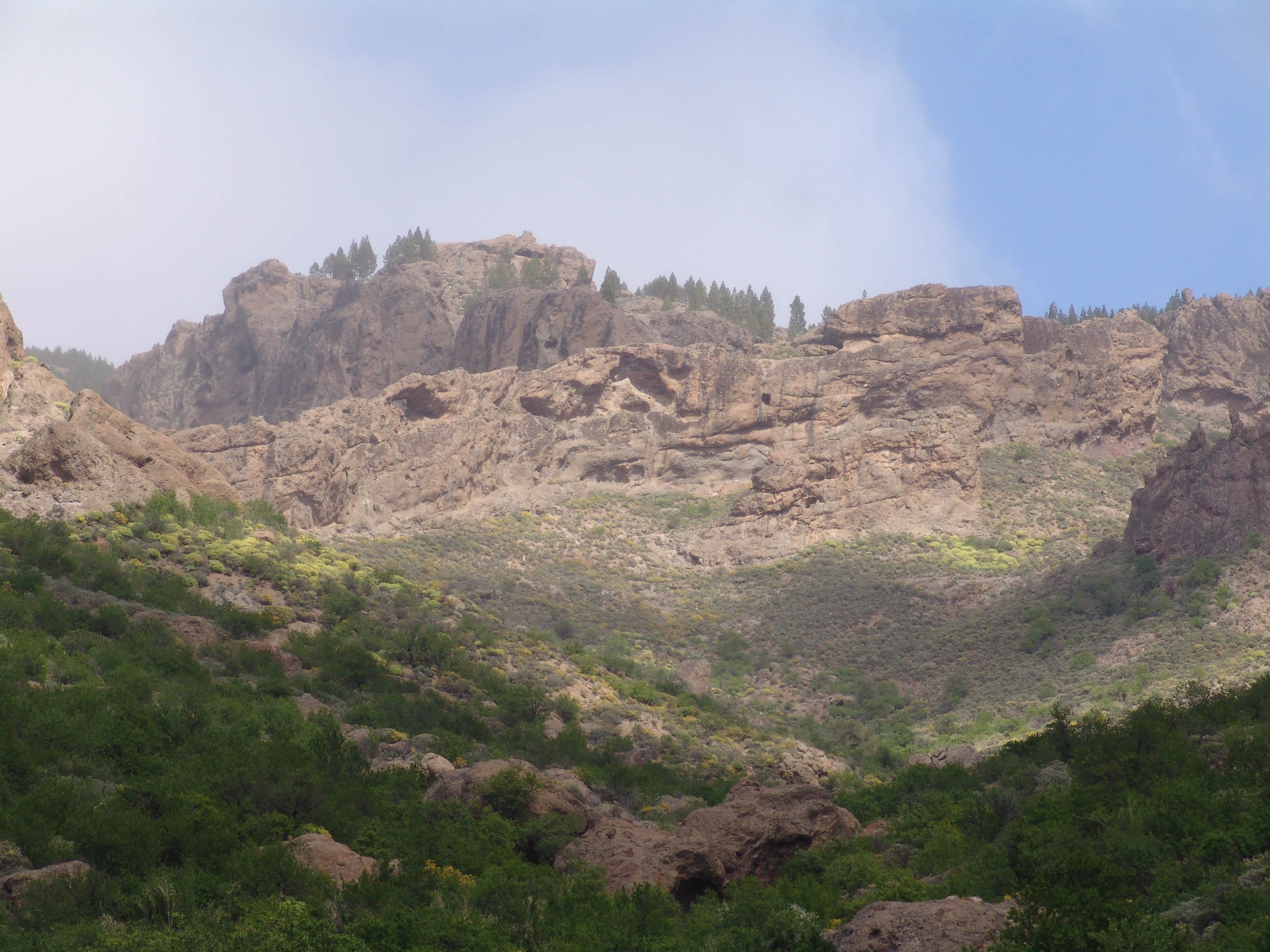
Se aprecia el pinar en las montañas.

El pinar húmedo, por su parte, posee un sotobosque formado por el olivillo (Phillyrea angustifolia), el brezo (Erica arborea), el acebiño (Ilex canariensis), el tomillón (Micromeria pineolens) y retazos del bosque de laurisilva de madroño canario (Arbutus canariensis) y laurel (Laurus novocanariensis). Este pinar húmedo, único en el archipiélago, aparece en el área delimitada por el Lomo de Faneque el Pico de Tamadaba y el Lomo de La Cañada de Cho Marco. Las zonas medias bajas situadas en laderas suaves con suelos no expuestos a la influencia salinizadora del mar están ocupadas por cardonales de Euphorbia canariensis que forman comunidades xerófilas.

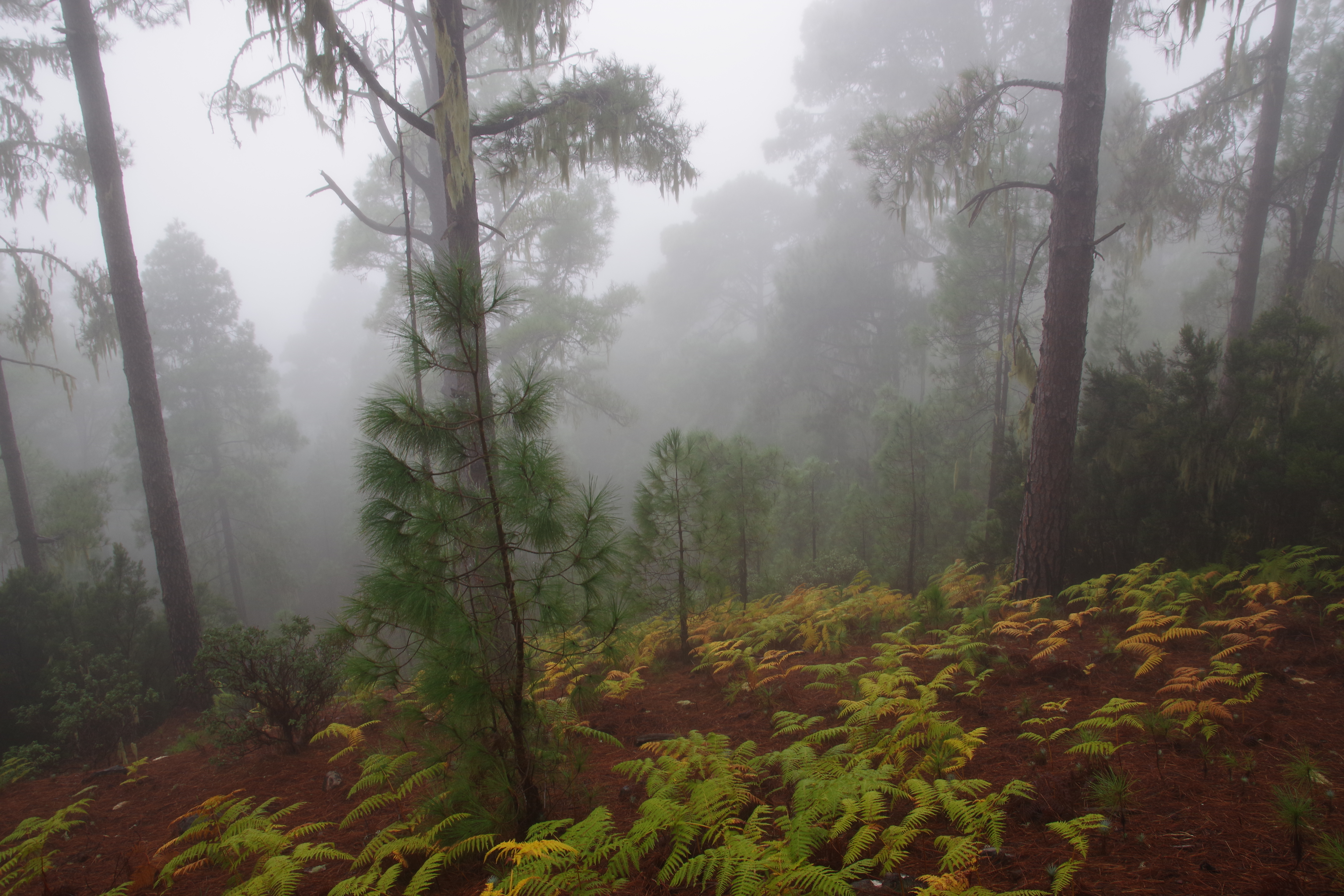
Bosque en el parque natural de Tamadaba.

Allí donde puede desarrollarse aparece un matorral termoesclerófilo con almacigales y palmerales en las zonas cercanas a valles, con jarales de Cistus monspeliensis y retamales de Genista linifolia, más rico en especies y donde pueden aparecer de forma puntual ejemplares de sabinas (Juniperus turbinata) y dragos (Dracaena draco). En estos pinares húmedos existe una alta diversidad de hongos, el 66% de las cerca de 150 especies registradas en el parque entre las que destaca, Cystoderma terrei var. nogalesii, Boletopsis subsquamosa, Galera marginata o Lactarius deliciosus.
En los barrancos cercanos a los cursos de agua aparecen palmerales de Phoenix canariensis, tarajal de Tamarix canariensis en el Barranco de El Risco y en El Aguadulce, y en puntos aislados pueden aparecen pequeñas formaciones de almácigos de Pistacia atlantica y algunos ejemplares de cedro canario (Juniperus cedrus), muy raro en la isla.

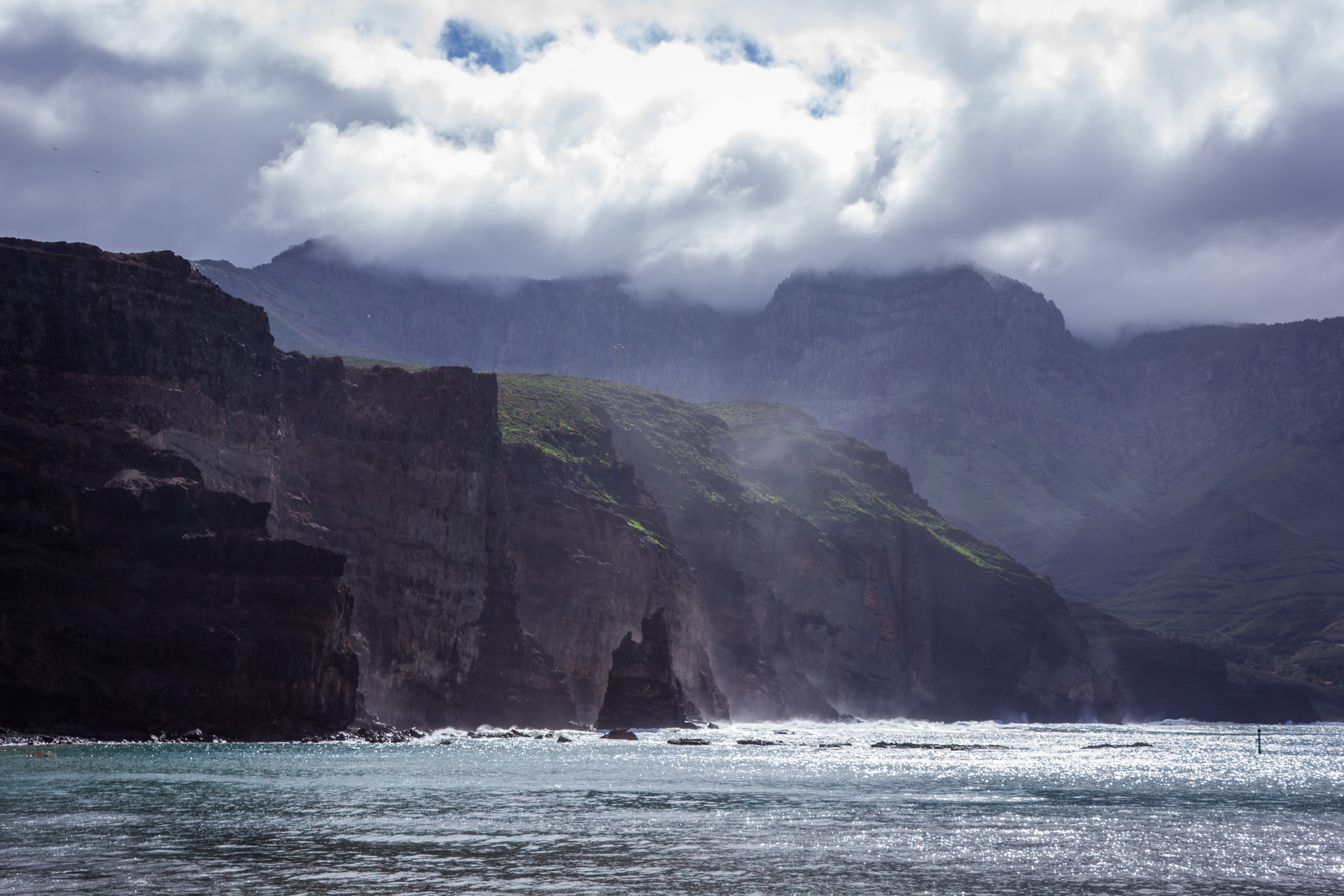
Acantilados de la punta del Dedo de Dios desde el puerto de Agaete.

Cerca de la costa aparecen el tabaibal dulce de Euphorbia balsamifera, el tabaibal de tolda con Euphorbia aphylla o las comunidades rupículas de Camptoloma canariense. En estas comunidades xérico-halófitas, muy influenciadas por el aerosol marino y la alta salinidad, aparece el mayor porcentaje de endemismos locales y ocupan un área de importante extensión entre la punta del Dedo de Dios y la playa del Cuervo y en la Punta de las Arenas. Las comunidades rupícolas presentes llegan a alcanzar los 600 metros de altitud en la zona de Andén Verde y en ellas destaca la presencia de siemprevivas (Limunium benmageci), mostaza de Guayedra (Descurainia artemisioides) y colderrisco de Tamadaba (Crambe tamadabensis).
Allí donde aparecen playas litorales, especialmente en la Estancia del Manso y en la Punta de las Arenas, estas están formadas por dunas móviles que no llegan a estabilizarse por acción del viento y la arena depositada penetra varios metros al interior. En estas zonas arenosas y pedregosas se desarrolla una comunidad psamófila donde prenomina la comunidad denominada matorral de uvilla de mar con varias especies del género Frankenia, la uva de mar (Zygophyllum fontanesii), el matomoro común (Suaeda vera), el espino de mar (Lycium intricatum), la aulaga (Launaea arborescens), la servilleta (Astydamia latifolia) y la siempreviva de mar (Limonium pectinatum).

## Fauna

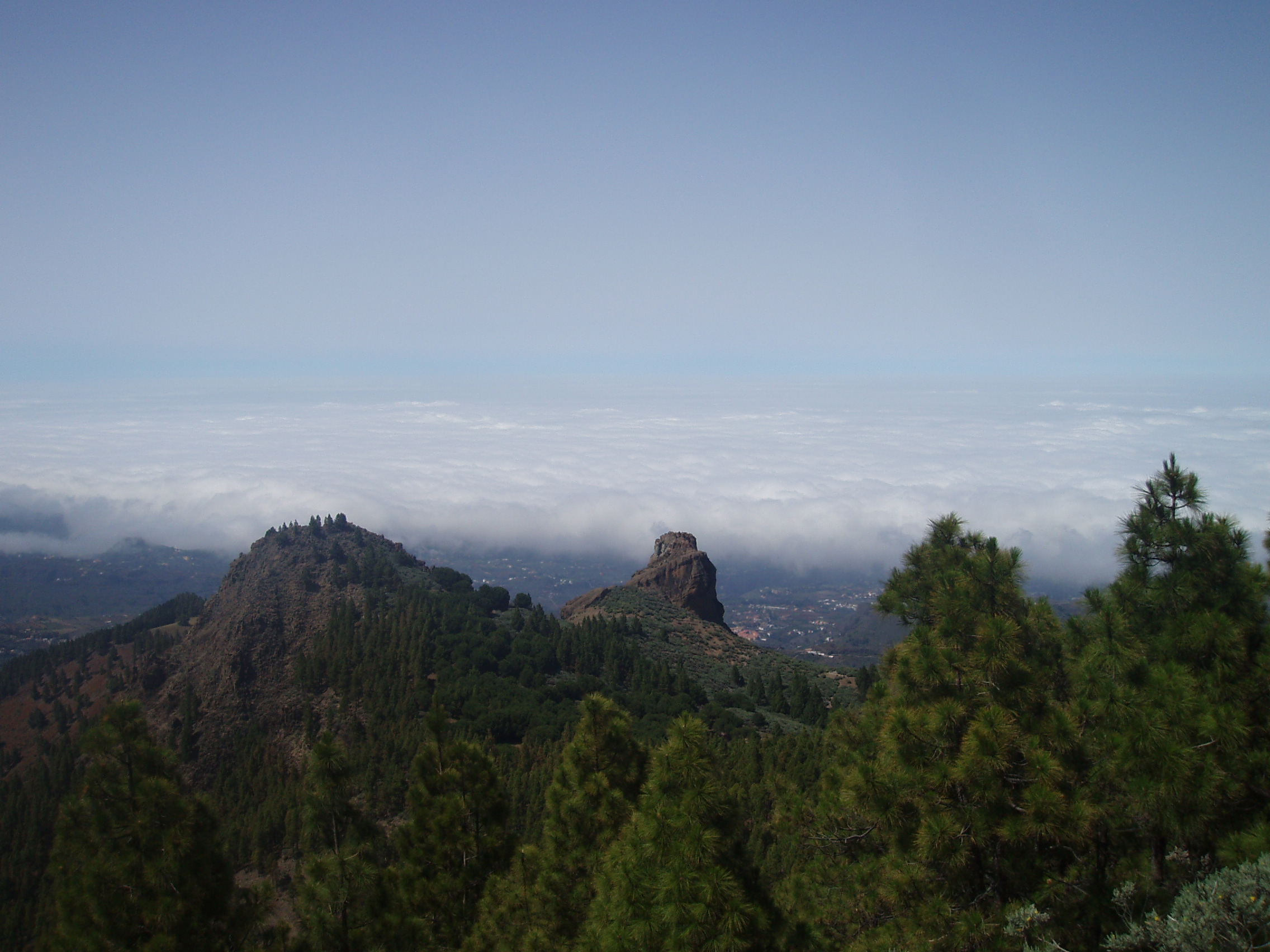
Vista desde Roque del Saucillo.

La fauna es igualmente notable, destacando especialmente las aves y los reptiles. Entre las aves sobresalen dos joyas de la avifauna canaria como es la presencia del pico picapinos grancanario (Dendrocopos major sbsp. thanneri) y del pinzón azul (Fringilla polatzeki) de Gran Canaria, pero en realidad Tamadaba acoge a la mayoría de las aves presentes en esta isla. No resulta difícil observar por encima de los pinos alguna pareja de aguilillas (Buteo buteo sbsp. insularum), tranquilas o molestadas por cernícalos (Falco tinnunculus), y con algo de suerte y atención podremos reparar en los chasquidos metálicos de alguna pareja de halcón peregrino (Falco peregrinus) o en el vuelo rápido y sagaz del gavilán (Accipiter nisus). Y entre las ramas de los pinos los más diversos pájaros: fraileras (Parus caeruleus), horneros (Phylloscopus canariensis) o alcaudones (Lanius meridionalis), en las charcas y manantiales las alpispas (Motacilla cinerea sbsp. canariensis), indeciso en los claros el bisbita caminero (Anthus berthelotii) y de vez en cuando sobrevolando los cantiles o entre los pinos algún cuervo (Corvus corax), en declive en las últimas décadas. 
En toda el área del parque pero especialmente en las zonas bajas se pueden observar el lagarto gigante grancanario (Gallotia stehlini) e igualmente la lisa de cola verde o azul (Chalcides sexlineatus). Los invertebrados, mucho más numerosos pero más difíciles de percibir, presentan un alto grado de endemismos, desde los ampliamente representados como el saltamontes áptero grancanario (Acrostira tamarani) hasta el escarabajo endémico (Pimelia estevezi), exclusivo de la playa fósil de Punta de las Arenas.
El parque natural de Tamadaba incluye en su fauna 8 especies y 2 subespecies endémicas de Gran Canaria y 11 subespecies endémicas de Macaronesia.

## Otras protecciones
Todo el espacio, exceptuando un sector en la localidad de El Risco está considerado como área de sensibilidad ecológica. Este espacio ha sido declarado zona de especial protección para las aves. relativa a la Conservación de las Aves Silvestres. El sector costero, desde La Aldea hasta Agaete está considerado punto de interés geológico porque permite «visualizar la parte externa de la caldera de Tejeda, con zonas de alteración hidrotermal (Los Quemados) y muestras de las facies sálicas que desbordaron la caldera (El Risco)».